# Caliciviridae
Caliciviridae è una famiglia di virus. Essi devono il nome alla struttura a calice formata dai 32 capsomeri (composti per il 98% dalla proteina strutturale principale) che formano il capside icosaedrico, che raggiunge generalmente un diametro di 35-40 nm.
Il genoma è rappresentato da RNA a polarità positiva e non segmentato; sono inoltre sprovvisti di pericapside.
Il virus entra nell'organismo ospite (a seconda della specie, questi virus infettano anfibi, conigli, delfini, gatti, suini, bovini ed anche l'uomo) mediante la via oro-fecale, o anche attraverso le vie respiratorie: una volta giunto all'interno dell'ospite, esso si replica nel citoplasma delle sue cellule e ne fuoriesce attraverso la lisi della cellula infettata.
Questi virus non sono stati ancora studiati approfonditamente: ciò è dovuto al fatto che essi non crescono in coltura, né alcun organismo modello è in grado di ospitarli. A causa di ciò, il genoma del virus è stato decifrato solo piuttosto recentemente.
Nell'uomo, i calicivirus più diffusi sono quello che causa la gastroenterite, i virus di Norwalk, ed il virus dell'epatite E: i governi di Australia e Nuova Zelanda, per arginare la piaga dei conigli selvatici che si moltiplicavano a dismisura, autorizzarono la diffusione deliberata di RHDV, calicivirus del genere Lagovirus.
Nei gatti l'infezione può dare serie conseguenze soprattutto negli individui giovani non vaccinati e soggetti a malattie. Segni della malattia comprendono ulcere al palato duro e alla lingua, spesso associate a stomatite, ma anche sintomi respiratori, e se non curata porta facilmente alla morte.